# Crash! Boom! Bang!
 Crash! Boom! Bang! je peti studijski album švedskog sastava Roxette. Singlovi s albuma su "Sleeping in My Car", "Crash! Boom! Bang!", "Fireworks", "Run to You" i "Vulnerable". Iako je pušten i na američko tržište, zbog loše promidžbe, album je zabilježio lošu prodaju.

## Popis pjesama
Sve pjesme napisao je i uglazbio Per Gessle, osim gdje je drugačije navedeno.
1. "Harleys & Indians (Riders in the Sky)" - 3:45
2. "Crash! Boom! Bang!" - 5:02
3. "Fireworks" - 3:58
4. "Run to You"  - 3:39
5. "Sleeping in My Car" - 3:46
6. "Vulnerable" - 5:01
7. "The First Girl on the Moon" - 3:00
8. "Place Your Love" - 3:10
9. "I Love the Sound of Crashing Guitars" - 4:48
10. "What's She Like?" - 4:14
11. "Do You Wanna Go the Whole Way?" - 4:11
12. "Almost Unreal" (dodatna pjesma na izdanju za Japan) - 3:59
13. "Lies" (glazba: Mats Persson & Gessle) - 3:41
14. "I'm Sorry" - 3:10
15. "Love Is All (Shine Your Light on Me)" - 6:41
16. "Go to Sleep" (glazba: Marie Fredriksson) - 3:59